# 에우립테루스
에우립테루스(Eurypterus)는 멸종된 바다 전갈의 한 종이다. 약 432~ 418백만년 전 실루리아기에 산 걸로 알려져 있다. 하위 종으로 15개가 있고, 제일 흔한 종은 'Eurypterus remipes'로 뉴욕에서 제일 먼저 발견된 유립테루스 화석이다. 보통 5~9cm 정도 하고, 가장 큰 것은 1.3m까지 크는 걸로 밝혀졌다. 수영을 하기 위해 가시가 있는 부속지를 가지고 있었다.